# لی ایل
لی ایل (Yi Il; (۱۶۰۱ – ۱۵۳۸ فرد نظامی اهل پادشاهی چوسان بود.